# سيرهي بويكو
سيرهي بويكو (بالأوكرانية: Бойко Сергій Олександрович)‏ هو لاعب كرة قدم أوكراني في مركز الدفاع، ولد في 6 أغسطس 1987. لعب مع زمبرو تشيسيناو ونادي أحمد غروزني ونادي دنيبرو دنيبروبتروفسك.